# ركان (اسم)
ركان هو اسم علم مذكر من أصل عربي، ومعناه هو مصدر بمعنى الثبات الوقار الرزانة الهدوء، من الفعل ركن إليه مال وسكن ووثق.

## شخصيات تحمل الاسم
- ركان الخالدي (لاعب كرة قدم أردني، 21 أكتوبر 1988[2] – )
- ركان الصفدي

## وصلات خارجية
- موسوعة السلطان قابوس لأسماء العرب نسخة محفوظة 5 أبريل 2019 على موقع واي باك مشين.